# فيروسات صغيرة
الفيروسات الصغيرة (بالإنجليزية: Parvoviridae)‏ هي مجموعة من الفيروسات ذات الحمض النووي الريبي منقوص الأوكسجين (الدنا) والصغيرة الحجم. يوجد حاليًا أكثر من 100 نوع ضمن هذه العائلة، تقسم إلى 23 جنس موزعة في ثلاث مجموعات فرعية.
كان فيروس بارفو ب19 أول فيروس بارفو يكتشف عند الإنسان، ويُعرَف أنّه يسبّب مرضًا طفحيًا يصيب الأطفال يسمى المرض الخامس أو الحمامي المعديّة، وترتبط الإصابة به بأمراض أخرى منها التهاب المفاصل.
يمكن للفيروسات الصغيرة أن تصيب العديد من الحيوانات، وتسبب لها الأمراض أيضًا، بما في ذلك المفصليات مثل الحشرات والروبيان، وشوكيات الجلد مثل نجم البحر، والثدييات مثل البشر. ونظرًا لأن هذه الفيروسات  تحتاج إلى خلايا نشطة في طور الانقسام كي تتضاعف ضمنها، تختلف نوع الأنسجة المصابة باختلاف عمر الحيوان، يمكن أن يصاب الجهاز الهضمي والجهاز اللمفاوي في أي عمر، وتتظاهر الإصابة على شكل إقياء، وإسهال، وتثبيط مناعي،  ولا يظهر نقص تنسج المخيخ إلا عند إصابة أجنة القطط بفيروس بارفو السنوري  في الرحم أو خلال أول أسبوعين من الولادة، وتؤدي إصابة الجراء التي تتراوح أعمارها بين ثلاثة إلى ثمانية أسابيع بالفيروس إلى حدوث اعتلال عضلة القلب، إذ يسبب هذا الفيروس مرضًا معدياً ومهدّدًا للحياة ويُعرف باسم فيروس بارفو الكلاب، يظهر على القطط المصابة بالفيروس أعراض وهن واضطراب مزاج.
يمكن أيضًا استخدام مصطلح «بارفوفيروس» بشكل خاص على أفراد إحدى عائلات الفيروسات الصغيرة الفرعية التالية : فيروس «بارفوفيرنيا » الذي يصيب المضيف الفقاري، وفيروس«الدينسوفيرنيا» الذي يصيب المضيف اللافقاري، وتعرف باسم الفيروسات الكثيفة، تضم مجموعة الفيروسات الكثيفة 5  أجناس و 21 نوعًا.
فيروسات بارفو هي فيروسات دنا خطية وغير مجزأة وحيدة السلسلة، يترواح متوسط حجم جينومها من 5-6  كيلو أزواج قاعدية. تقع في المجموعة الثانية بحسب تصنيف بالتيمور للفيروسات. تعتبر الفيروسات الصغيرة من أصغر الفيروسات (ومن هنا جاءت تسميتها، ففي اللغة اللاتينية بارفوس تعني صغير) ويبلغ قطرها 23- 28 نانومتر.

## دورة الحياة

### ملخص
يحدث التضاعف الفيروسي ضمن النواة، إذ يرتبط الفيروس بالمستقبلات الموجودة على أسطح خلايا المضيف، ويدخل إلى الخلية المضيفة عن طريق الالتقام الخلوي. تكون القفيصة الفيروسية بحالة شبه مستقرة عند دخولها الخلية، إذ تخضع لسلسلة من التحولات الهيكلية  وتعرض تباعاً الببتيدات المسؤولة عن تنشيط الفوسفوليبازإيه 2 وإطلاق الإشارات، تتواسط الأخيرة في نهاية المطاف عملية انتقال الجسم الحموي السليم إلى نواة الخلية، يسمح الجينوم (المحتوى الوراثي) بإنشاء معقدات نسخ وتضاعف الحمض النووي الفيروسي، معتمدةً بشكل أساسي على الآلية الاصطناعية لخليتها المضيفة. وبعد حدوث النسخ المتماثل تتابع العملية بآلية الإزاحة الخيطية وحيدة الاتجاه. تعتمد الفيروسات المتشكلة من جنسي الفيروسات التالية (البروتابارفوفيروس والبوكابارفوفيروس) آليات تسمح بإخراج الفيروسات الناضجة من الخلايا المضيفة  قبل تحلل هذه الخلايا، بينما تخرج معظم فيروسات الأجناس الأخرى إلى الوسط المحيط فقط بعد موت وتحلل الخلية المصابة. تشمل العوائل الحيوانية الطبيعية للفيروسات الصغيرة مجموعة واسعة من الفقاريات، والمفصليات (الحشرات وبعض القشريات)، وشوكيات الجلد (نجوم البحر)،  تنتقل العدوى بالفيروسات الصغيرة  بالطريق الفموي البرازي أو عن طريق جهاز التنفس.

### خطوات دورة الحياة

#### الارتباط والدخول
يرتبط الفيروس بالمستقبلات الموجودة على سطح الخلية المضيفة، في حالة فيروس بي19- تكون الخلية المضيفة هي طليعة خلايا الدم الحمراء وأحد المستقبلات هو مستضد فصيلة الدم بّي، يدخل الفيروس الخلية عن طريق الالتقام الخلوي، ويتحرر من الجسيم الداخلي إلى السيتوبلازما،  ليرتبط بالأنابيب الدقيقة وينتقل بعدها إلى المسامات النووية، يبلغ قطر الفيروس الصغير 18- 26 نانومتر، وهو صغير بما يكفي للمرور عبر المسامات النووية، على عكس فيروس الهربس، وعلى الرغم من وجود دليل على أن الفيروس يجب أن يخضع لبعض التغييرات الهيكلية قبل نقله إلى النواة. عُثرعلى إشارات مسؤولة عن التوضع النووي في بروتينات القفيصة لبعض فيروسات بارفو.:141

#### التحويل من الدنا أحادي السلسة إلى الدنا المزدوج
يتحول جينوم الفيروس أحادي السلسلة ضمن النواة إلى دنا مزدوج السلسة بواسطة أنزيم بوليميراز الدنا للخلية المضيفة، ونحصل على جينوم مزدوج النهاية، تعمل النيوكليوتيدات النهائية في النهاية 3 ' كقاعدة أولية يرتبط بها أنزيم البوليميراز.:141

#### النسخ والترجمة
ينسخ أنزيم بوليميراز الرنا في الخلية جينات الفيروس، وتلعب عوامل نسخ الخلية المضيفة الدور الرئسي في ذلك. تخضع نواتج النسخ الأولية  لعمليات ربط متعددة مؤديةً لإنتاج رنا مرسال بأحجام متنوعة. تُشفر جزيئات الرنا المرسال الأكبر البروتينات غير الهيكلية، وترمز جزئيات الرنا المرسال الأصغر البروتينات الهيكلية، تُفسفَر  بعدها البروتينات غير الهيكلية، وتلعب دورًا في التحكم بالتعبير الجيني وتضاعف الحمض النووي.:142

#### تضاعف الحمض النووي
بعد تحويل الدنا أحادي السلسلة إلى دنا مزدوج، يُنسَخ الحمض النووي بواسطة آلية تضاعف  تسمى  دوران دبوس الشعر، التي تعتبر الآلية الخيطية الرئيسية، وتُميَزمن خلالها فيروسات بارفو عن فيروسات الحمض النووي مزدوج السلسة، تُبنى طلائع القفيصة من البروتينات الهيكلية وتُملأ كل منها بنسخة من جينوم الفيروس بشكل ملائم، إما  دنا + (أي موافق لتسلسل الرنا)، أو دنا - (أي معاكس لتسلسل الرنا).  يعتبر أنزيم هليكاز أحد البروتينات غير الهيكلية، ويعمل كمحرك  لدفع الخيوط المفردة المنزاحة وإحاطتها بالقفيصة.:142-3

## التصنيف
تضم عائلة الفيروسات الصغيرة تسعة أجناس مقسمة على تحت عائلتين بالشكل التالي:
- Parvovirinae
  - فيروس صغير يضم نوع فيروس صغير فأري
  - فيروس أحمر يضم نوع فيروس صغير ب19
  - فيروس متعلق يضم نوع فيروس مرتبط بالغداني 2
  - Amdovirus يضم نوع فيروس مرض الأليوتينين المنكي
  - فيروس فموي يضم نوع فيروس صغير بقري
- فيروسات كثيفة
  - فيروس كثيف يضم نوع Junonia coenia densovirus
  - Iteravirus يضم نوع Bombyx mori densovirus
  - فيروس كثيف وتدي يضم نوع فيروس بعوض الزاعجة المصرية الكثيف
  - Pefudensovirus يضم نوع Periplanta fuliginosa densovirus

## الأمراض

### فيروس بارفوعند الإنسان

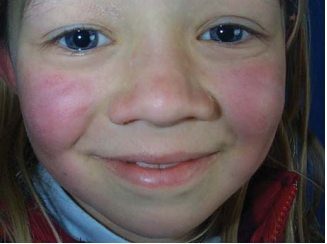
طفل مصاب بالمرض الخامس

يتسبب فيروس صغير ب19 بالإصابة بالمرض الخامس عند الإنسان، ويعتبر أحد أنواع  فيروسات الكريات الحمر الرئيسية، يصيب الفيروس سلائف خلايا الدم الحمراء، وكان أول فيروس بارفو يُكتشف عند الإنسان. لا تؤدي العدوى ببعض أنواع الفيروس إلى إصابة عرضية، بينما يُظهر بعضها أعراضًا مرضية، مثل المرض الخامس (الحمامي المعدية)، الذي يمكن أن يتظاهر عند الأطفال باحمرار على الوجنتين بشكل مشابه  للخد المصفوع.
فيروس بارفو الكلاب هو أحد أنواع «كارنيفوربروتابارفوفيروس» من جنس «بروتابارفوفيروس»، يسبب مرضًا مميتًا بشكل خاص عند الجراء الصغيرة، ويعتبر قاتلًا بنسبة 80٪ تقريبًا، يصيب الجهاز الهضمي مؤدياً لحدوث التجفاف، بالإضافة إلى المتلازمة القلبية عند الحيوانات الصغيرة جدًا، وينتشر عن طريق ملامسة براز الكلاب المصابة، وتشمل الأعراض الخمول، والإسهال الشديد، والحمى، والإقياء، وفقدان الشهية، والجفاف.
لا يسبب الفيروس الذي يصيب الفئران، وهو أحد أنواع «البروتابارفوفيروس» أي أعراض، ولكنه يمكن أن يؤثر على نتائج تجارب علم المناعة في مختبرات البحوث البيولوجية.
فيروس بارفو الخنازير هو أحد أنواع فيروسات «البروتوبارفو» التي تصيب الحيوانات ذات الحوافر، ويسبب مرضًا تناسليًا عند الخنازير، قد يسبب ولادة جنين ميت، والتحنط، وموت الجنين، والعقم ويعرف اختصارًا باسم «إس أم آي دي».
يسبب فيروس بارفو عند القطط  قلة الكريات البيض، ويعرف الآن باسم فيروس بارفو السنوري، وهو أيضًا أحد أنواع «كارنيفوربروتوبارفيروس » من جنس «برتوباروفيروس»، وهو شائع عند القطط ويسبب الحمى وانخفاض عدد خلايا الدم البيضاء والإسهال وأحياناً الموت. تؤدي إصابة أجنة القطط والقطط التي يقل عمرها عن أسبوعين إلى نقص تنسج المخيخ.
تشبه أعراض الفيروس المسبب لالتهاب الأمعاء عند حيوان المنك فيروس بارفو السنوري، فهو أيضًا أحد أنواع «كارنيفوربروتوبارفيروس»، لكنه لا يسبب نقص تنسج المخيخ. يتسبب نوع مختلف من فيروس بارفو بالإصابة بداء كثرة الخلايا البلازمية عند حيوانات المنك وعند بقية أنواع فصيلة العرسيات، وتتميز الإصابة بحدوث ضخامة العقد اللمفية، وضخامة الطحال، والتهاب كبيبات الكلى، وفقر الدم، والموت.

## وصلات خارجية
- نطاق فيروسي: الفيروسات الصغيرة